# S/2003 J 10
S/2003 J 10 este un satelit retrograd neregulat al lui Jupiter. A fost descoperit de o echipă de astronomi de la Universitatea din Hawaii condusă de Scott S. Sheppard⁠(d) et al. în 2003.  
S/2003 J 10 are aproximativ 2 kilometri în diametru și orbitează în jurul lui Jupiter la o distanță medie de 22,700 Mm în aproximativ 700 de zile, la o înclinație de 164° față de ecliptică, într-o direcție retrogradă și cu o excentricitate de 0,34.
Se pare că aparține grupului Carme.

Acest satelit nu a fost văzut de la descoperirea sa în 2003 și în prezent este considerat pierdut.    